# Emergency on Planet Earth
Emergency on Planet Earth – pierwszy studyjny album Jamiroquai, wydany w 1993 roku. Widać na nim fascynacje lidera zespołu, Jasona Kaya, funkiem i acid-jazzem. Lirycznie album porusza ważne światowe problemy, takie jak ochrona środowiska czy konieczność rozwiązania spraw trzeciego świata. Album w USA nie zdobył zbyt dużej popularności, ale za to okazał się dużym sukcesem komercyjnym w Europie i ojczyźnie Jamiroquai – Wielkiej Brytanii.

## Spis utworów
1. When You Gonna Learn (Digeridoo) – 3:47
2. Too Young to Die – 6:04
3. Hooked Up – 4:37
4. If I Like It, I Do It – 4:35
5. Music of the Mind – 6:22
6. Emergency on Planet Earth – 4:04
7. Whatever It Is, I Just Can't Stop – 4:07
8. Blow Your Mind – 8:33
9. Revolution 1993 – 10:17
10. Didgin' Out – 2:35